# Daniele Falleri
Daniele Falleri (Pontedera, 17 febbraio 1961) è un regista e sceneggiatore italiano.

## Biografia
Nato in Toscana si trasferisce a Roma nei primi anni 90. Attivo sia in televisione che in teatro è autore di numerose sceneggiature televisive e commedie teatrali. Esordisce nella regia cinematografica nel 1996 con il cortometraggio L'armadio in selezione ufficiale alla 53ª Mostra internazionale d'arte cinematografica di Venezia.
Successivamente nel 1997 firma la sua prima regia teatrale Sulle spine di cui è anche autore del testo (successivamente tradotto in quattro lingue e rappresentato anche a Londra).
Numerose le regie di altri spettacoli tra i quali il colossal musicale La divina commedia, lo spettacolo tragicomico Oddio mamma! con Franca Valeri e Urbano Barberini, la trasposizione di Harry, ti presento Sally... con Giampiero Ingrassia e Marina Massironi e Il marito di mio figlio con Andrea Roncato e Monica Scattini.
In TV è regista (2a unità) delle serie Le tre rose di Eva 4, Solo per amore 2 Destini Incrociati, Solo per amore, Un amore e una vendetta, Al di là del lago. È story editor e sceneggiatore di Il commissario Manara 2 e 3.
Inoltre è acting-coach Carabinieri, Sotto copertura Questa è la mia terra, Al di là del lago, La sacra famiglia, Un amore e una vendetta, Le tre rose di Eva 2 e 3, ecc.
Negli anni 2000 vede inoltre pubblicati vari testi teatrali dalla Casa Editrice Titivillus Mostre Editoria.
Nel 2019 vince il Festival Tulipani di Seta Nera  Tulipanidisetanera con il cortometraggio La goccia e il mare con Riccardo Polizzy Carbonelli.
Nell'aprile 2021 esce su Sky Cinema Primafila il film Dietro la notte di cui è regista e sceneggiatore, prodotto da Fenix Entertainment e Rai Cinema con Stefania Rocca, Fortunato Cerlino, Roberta Giarrusso, Elisa Visari.
Nel 2023 è regista e sceneggiatore del cortometraggio C'Hai 5 con Maria Grazia Cucinotta, Gabriel Garko, Riccardo Polizzy Carbonelli, Andrea Roncato, Daniela Poggi, Pino Ammendola, Maria Letizia Gorga, premiato al Festival Tulipani di Seta Nera 2023  Tulipanidisetanera, al Festival del Cinema Italiano di Milazzo 2023, al Festival Internazionale del Cinema di Salerno e al CROFFI 2023.
Nel 2024 è regista ed autore degli spot della Campagna Governativa sulla Sicurezza Stradale promossa dal Ministero delle Infrastrutture e dei Trasporti, prodotta dalla Bartleby Film. Lo stesso anno pubblica il libro INCONSOLABILE, noir psicologico a tinte comiche, con la Casa Editrice 'La Conchiglia di Santiago'.
Nel 2025 è regista ed autore dello spettacolo BARBARI, BARBERINI E BARBITURICI con Urbano Barberini.
Dal 2019 è docente di Recitazione all'Accademia Action Academy di Roma e dal 2024 cura vari progetti per il CSC Centro Sperimentale di Cinematografia compresi CSC-LAB di recitazione Metodo Strasberg.

## Filmografia

### Regista
- L'armadio – cortometraggio (1996)
- Il mito dell'ironia: Franca Valeri (speciale Tv Rai International) (2000)
- Il graffio – cortometraggio (2015)
- La sera - Vangroup – videoclip (2015)
- Single Lady the Revenge – webseries (2015)
- Alice - Federica Morrone – videoclip (2017)
- Per fortuna - Mirkoeilcane – videoclip (2017)
- La goccia e il mare - cortometraggio (2018)
- Dietro la notte - Film cinema (2021)
- C'hai 5 - cortometraggio (2023)
- 3 spot Campagna Governativa sulla Sicurezza Stradale (2024)

### Regista della seconda unità
- Al di là del lago (2010)
- Un amore e una vendetta (2011)
- Solo per amore (2014)
- Solo per amore - Destini incrociati (2016)
- Le tre rose di Eva 4  (2017)

### Sceneggiatore
- Carabinieri - Seconda, terza e quarta stagione (2002-2004)
- Il commissario Manara 2 (2010)
- La goccia e il mare - cortometraggio (2018)
- Dietro la notte - Film cinema (2021)
- C'hai 5 - cortometraggio (2023)

### Teatro
- Tua culpa (1999)
- Benzina (2002)
- Harry, ti presento Sally (2004-2006)
- Quattro matrimoni e un funerale (2006)
- La divina commedia. L'opera (2007)
- Oddio mamma! (2010)
- Sulle spine (2011)
- Il marito di mio figlio (2013)
- Il topo nel cortile (2014)
- Il marito di mio figlio (2016)
- Sulle spine (2019)
- Barbari, Barberini e Barbiturici (2025)

## Libri
- Sulle spine con la prefazione di Franca Valeri, Titivillus Mostre Editoria, 1999
- Sacre famiglie, Titivillus Mostre Editoria, 2007
- Raptus, Titivillus Mostre Editoria, 2007
- Il marito di mio figlio con la prefazione di Luigi De Filippo, Titivillus Mostre Editoria, 2012
- Inconsolabile, La Conchiglia di Santiago (2024)